# 歩兵第34連隊
歩兵第34連隊（ほへいだい34れんたい、歩兵第三十四聯隊）は、大日本帝国陸軍の連隊のひとつで、1896年に作られ、1945年11月に廃止された。静岡県静岡市を衛戍地として、平時はそこにあった。
静岡連隊、岳南連隊、橘連隊といった異名が付けられた。

## 歴史

### 連隊の創設

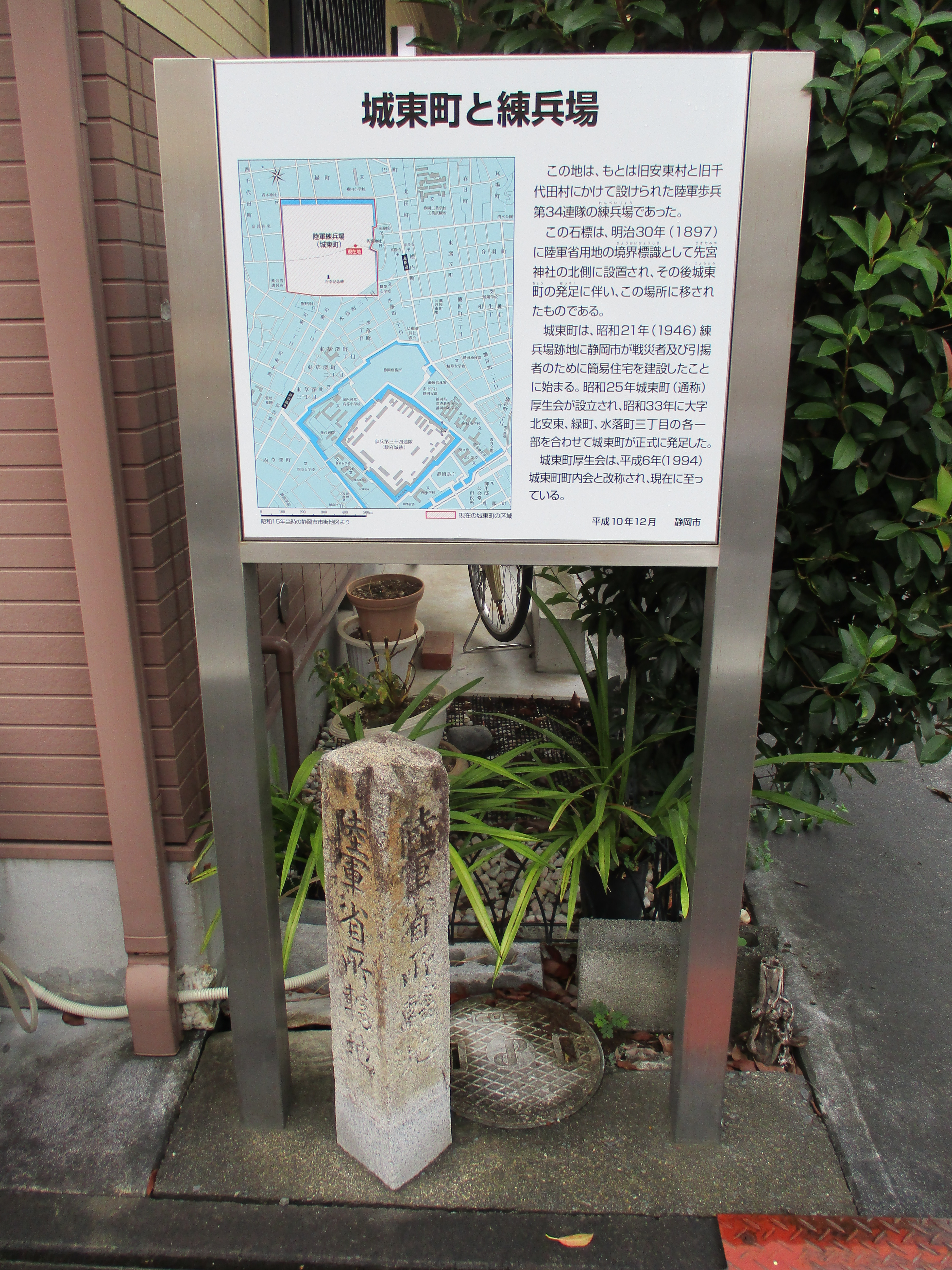
第34連隊の練兵場跡。静岡県静岡市葵区。

日清戦争が終結した1895年(明治28年）に、陸軍は、ロシアとの戦争を念頭に兵力・師団数を倍増する計画を立てた。歩兵第34連隊の設置もその一環である。
静岡には以前から徴兵事務にたずさわる静岡大隊区司令部がおかれており、静岡市議会は連隊が静岡におかれる可能性が高いとみて、同年12月から誘致の働きかけをおこなった。静岡大隊区司令官から市の熱意が必要だと言われた静岡市は、6年前に1万2千円を払って陸軍省から取得した静岡城址を無償で陸軍に提供し、他の土地取得にも協力した。軍隊の需要が市の商工業を潤すと考えたためだが、陸軍は誘致運動にかかわりなく静岡に連隊を置く案を進めていた。
1896年（明治29年）12月、従来から歩兵第18連隊があった豊橋で、連隊本部と第1大隊のみで発足した。1897年（明治30年）3月に静岡に移った。同年12月に第2大隊、翌1898年（明治31年）に第3大隊が編成され、兵力を充たした。

### 日露戦争
1904年（明治37年）2月にはじまった日露戦争で、歩兵第34連隊を含む第3師団は開戦からやや遅れて3月6日に動員令を受けた。第34連隊は3月11日に動員を完結して、26日から27日にかけて進発した。広島から海路をとり、5月5日に遼陽半島に上陸した。
連隊は得利寺の戦い、遼陽会戦、沙河会戦、奉天会戦に参加した。このうち遼陽会戦で関谷銘次郎連隊長、橘周太第1大隊長が戦死した。
戦争中、歩兵第34連隊には補充の将兵を含めて約5000人が従軍し、そのうち1112人が死亡した。

### 第一次世界大戦
1914年（大正3年）にはじまった第一次世界大戦で、日本は、ドイツが中国で獲得した利権の奪取をねらって参戦した。9月に臨時動員された歩兵第34連隊は、10月に青島の戦いに加わり、青島守備に1個大隊を残して12月までに帰国した。大隊は1915年5月にその任を解かれた。

### 1921年から1923年の満州派兵
日露戦争で日本はロシアから長春以南の鉄道線を獲得した。その南満州鉄道沿線に、陸軍は交替で部隊をおいて守備させた。1921年（大正10年）3月から1923年（大正12年）4月にかけて、当時第34連隊が属していた第15師団が派遣された。第34連隊は鉄嶺と寛城子に駐屯した。

### 関東大震災
1923年（大正12年）の関東大震災では、ほぼ全力が被害地域に出動した。第15師団長の命令で、9月1日の地震発生後、3日に第2大隊が静岡県駿東郡小山町に出動した。5日に第1大隊と第3大隊が神奈川県小田原に向けて出動した。部隊は10月27日にひきあげた。

### 第二次山東出兵
1928年（昭和3年）の第二次山東出兵で、歩兵第34連隊は5月に動員されて後発の部隊に加わり、占領した膠州鉄道沿線を警備した。翌年の撤収まで続いた戦争で、連隊は死者7人を出した。

### 年表
- 1896年（明治29年）12月、愛知県豊橋市で発足。連隊本部と第1大隊のみ[6]。
- 1897年（明治30年）3月15日、静岡に移転[6]。
- 5月、連隊射撃場を有度山に仮設置[15]。
- 12月、第2大隊発足[6]。
- 1898年（明治31年）3月24日、軍旗拝受
- 12月、第3大隊発足[6]。
- 1901年、大谷村（現在は静岡市の一部）に連隊射撃場を設ける[15]。
- 1904年（明治37年）3月11日、日露戦争により動員される。
- 1905年（明治38年）、第3師団から第15師団に所属変更
- 1914年（大正3年）10月、青島の戦いに従軍
- 1925年（大正14年）、宇垣軍縮により第15師団から第3師団に所属変更
- 1928年（昭和2年）、山東出兵に出動
- 1937年（昭和12年）
  - 9月、上海での戦いに参加　楊行鎮攻略戦-劉家行攻略戦-大場鎮攻略戦-蘇州河敵前渡河
  - 12月、南京攻略戦に参加

- 1938年（昭和13年）、徐州会戦などに参加
- 1939年（昭和14年）、襄東会戦に参加
- 1941年（昭和16年）、第一次長沙作戦などに参加
- 1943年（昭和18年）、大別山作戦に参加
- 1944年（昭和19年）、湘桂作戦に参加
- 1945年（昭和20年）5月、湘桂反転作戦を開始

## 歴代連隊長
| 代 | 氏名       | 在任期間               | 備考                   |
| -- | ---------- | ---------------------- | ---------------------- |
| 1  | 高木作蔵   | 1896.9.25 - 1898.5.19  |                        |
| 2  | 竹内正策   | 1898.5.19 - 1900.4.25  |                        |
| 3  | 小畑蕃     | 1900.4.25 - 1903.5.14  |                        |
| 4  | 関谷銘次郎 | 1903.5.14 - 1904.8.31  | 中佐、戦死し大佐に特進 |
| 5  | 川上才次郎 | 1906.1.27 - 1909.12.26 | 中佐、大佐昇進         |
| 6  | 白川義則   | 1909.12.26 - 1911.6.19 |                        |
| 7  | 柴豊彦     | 1911.6.19 - 1912.4.1   |                        |
| 8  | 大島虎毅   | 1912.4.1 - 1914.6.19   |                        |
| 9  | 大内義一   | 1914.6.19 - 1915.8.10  |                        |
| 10 | 南正吾     | 1915.8.10 - 11.6       |                        |
| 11 | 竹内儀平   | 1915.11.6 - 1916.11.15 |                        |
| 12 | 磯塚駿一   | 1916.11.15 - 1918.7.24 |                        |
| 13 | 木村益三   | 1918.7.24 - 1920.4.1   |                        |
| 14 | 菅沼来     | 1920.4.1 - 1921.7.20   |                        |
| 15 | 菅原佐賀衛 | 1921.7.20 -            |                        |
| 16 | 兒玉友雄   | 1923.8.6 -             |                        |
| 17 | 蜂須賀喜信 | 1925.5.1 -             |                        |
| 18 | 竹下範国   | 1926.12.22 -           |                        |
| 19 | 遠藤五郎   | 1929.8.1 -             |                        |
| 20 | 佐枝義重   | 1931.8.1 -             |                        |
| 21 | 村上啓作   | 1933.8.1 - 1934.3.5    |                        |
| 22 | 横山臣平   | 1934.3.5 -             |                        |
| 23 | 田辺盛武   | 1936.3.7 -             |                        |
| 24 | 加藤守雄   | 1937.8.2 -             |                        |
| 25 | 田上八郎   | 1937.8.14 -            |                        |
| 26 | 鈴木貞次   | 1938.7.15 -            |                        |
| 27 | 井出節     | 1939.8.1 -             |                        |
| 28 | 木原義雄   | 1940.8.1 -             |                        |
| 29 | 坂本弥平   | 1941.7.18 -            |                        |
| 30 | 簗瀬真琴   | 1941.12.18 -           |                        |
| 31 | 二神力     | 1944.3.10 -            |                        |
| 末 | 井上金士   | 1944.12.8 -            |                        |

## 遺構
将校集会所
駿府城跡に設置され、戦後、静岡県護国神社隣接地に移築されていたが、2021年3月までに解体された。
陸軍静岡練兵場訓練講堂
練兵場（現静岡市葵区）にあり、戦後、民間の個人所有者が払い下げを受けて倉庫や住宅として使用していたが、老朽化のため2023年に解体された。